# Tom Schiller
Tom Schiller (Los Angeles, 12 d'abril de 1949) és un guionista estatunidenc més conegut pels seus onze anys d'escriptura i direcció de curtmetratges per a Saturday Night Live (després dels realitzadors de curtmetratges originals del programa Albert Brooks i Gary Weis). Les seves pel·lícules, sovint amb membres del repartiment original de SNL, es van emetre al programa en un segment titulat "Schiller's Reel".
És fill de l'escriptor i productor de comèdia de televisió Bob Schiller.

## Carrera
Schiller va formar part de l'equip de redacció original de 1975 quan Saturday Night Live va debutar a NBC. Schiller va ser membre del repartiment a la pantalla durant una temporada. Pel·lícules destacades foren les paròdies de Federico Fellini "La Dolce Gilda" i "Don't Look Back in Anger" ", que representava un John Belushi gran com l'últim "Not Ready For Primetime Player" viu i ballant sobre les tombes dels seus difunts membres del repartiment. (Irònicament, Belushi seria el primer membre del repartiment de SNL a morir, quatre anys després de la primera emissió de la pel·lícula). Un altre favorit era "Java Junkie", un llançament d'un anunci a l'estil dels anys 50 sobre un addicte al cafè. (interpretat per Peter Aykroyd) que Schiller va fer amb el productor/cinematògraf Neal Marshad. Schiller va escriure i dirigir el curtmetratge "Love Is a Dream" per a SNL de nou amb el productor/cinematògraf Neal Marshad i protagonitzat per Phil Hartman i Jan Hooks. Schiller també va escriure i dirigir un llargmetratge, Nothing Lasts Forever (1984). La pel·lícula, que va ser archivada per Metro-Goldwyn-Mayer, mai s'ha estrenat oficialment en cinemes ni per a mitjans domèstics, comptava amb Bill Murray, Dan Aykroyd, Zach Galligan, Sam Jaffe, Mort Sahl, Lauren Tom, Imogene Coca, Apollonia van Ravenstein i Eddie Fisher, ha guanyat un culte i va influir en diversos directors joves.
Abans de treballar a Saturday Night Live, Schiller va treballar com a assistent del documentalista Robert Snyder i va dirigir una pel·lícula sobre el seu amic i mentor Henry Miller. Schiller és fill de l'escriptor de sitcom Bob Schiller, que va ser guionista de I Love Lucy.
Schiller ha dirigit més de 500 anuncis de televisió de comèdia i actualment està representat per la seva pròpia empresa, Schillervision.
A la primavera de 2013, es va publicar l'àlbum de comèdia "Tom and Don", que és una recopilació d'entrevistes d'improvisació entre Schiller i el músic Donald Fagen. El treball de Schiller és el tema del llibre de 2005 Nothing Lost Forever: The Films of Tom Schiller de Michael Streeter. Schiller està casat amb l'humorista Jacque Schiller, née Lynn.

## Guions
- 1975 : Henry Miller Asleep and Awake
- 1975-1990 : Saturday Night Live (145 rpisodis)
- 1979 : Java Junkie
- 1984 : Nothing Lasts Forever
- 1985 : The Best of John Belushi
- 1986 : The Best of Dan Aykroyd
- 1986-1987 : Not Necessarily the News (4 episodis)
- 1987 : The Best of Chevy Chase
- 1988 : Teri Garr in Flapjack Floozie
- 1989 : Saturday Night Live: 15th Anniversary
- 1992 : Schiller's Reel: Million Dollar Zombie
- 1993 : Schiller's Reel: While the City Sweeps
- 1994 : Best of Schiller's Reel
- 2015 : Saturday Night Live: 40th Anniversary Special